# IJse
IJse är ett vattendrag i Belgien.   Det ligger i regionen Flandern, i den centrala delen av landet, 20 km öster om huvudstaden Bryssel.
Omgivningarna runt IJse är en mosaik av jordbruksmark och naturlig växtlighet. Runt IJse är det tätbefolkat, med 343 invånare per kvadratkilometer.